# دکستر بونی
دکستر بونی (انگلیسی: Dexter Boney؛ زادهٔ ۲۷ آوریل ۱۹۷۰) بازیکن بسکتبال اهل ایالات متحده آمریکا است.
از باشگاه‌هایی که در آن بازی کرده‌است می‌توان به فینیکس سانز اشاره کرد.